# ブルー・スカイ (カサンドラ・ウィルソンのアルバム)
『ブルー・スカイ』（原題：Blue Skies）は、アメリカ合衆国の歌手カサンドラ・ウィルソンが1988年に発表した3作目のスタジオ・アルバム。

## 背景
ウィルソンは日本のレーベル「バンブー」の第1弾アーティストとして迎えられ、本作を発表した。ウィルソンのアルバムとしては、日本限定で発売された『ニューヨーカー』（1985年）以来のスタンダード集だが、JMTレコードからの正式デビュー作『ポイント・オブ・ヴュー』では1曲、次作『デイズ・アウェイ』でも2曲のスタンダードが取り上げられた。

## 反響・評価
アメリカの『ビルボード』では、自身初のジャズ・アルバム・チャート入りを果たし、最高2位を記録した。Thom Jurekはオールミュージックにおいて5点満点中3点を付け「彼女は本作で初めて、スティーヴ・コールマンらと共に築き上げたM-BASEから脱却してみせた」「名盤ではないが、後のウィルソンはより小編成のグループで、密度の濃い表現を繰り広げており、そこへ至る最初の説得力ある実験と言える」と評している。

## 収録曲
1. シャル・ウィ・ダンス - "Shall We Dance" (Richard Rodgers, Oscar Hammerstein) - 7:20
2. ポルカ・ドッツ・アンド・ムーンビームズ - "Polka Dots and Moonbeams" (Johnny Burke, Jimmy Van Heusen) - 5:46
3. 彼の顔に馴れてきた - "I've Grown Accustomed to His Face" (Alan Jay Lerner, Frederick Loewe) - 5:15
4. 時さえ忘れて - "I Didn't Know What Time It Was" (R. Rodgers, Lorenz Hart) - 4:51
5. ジー・ベイビー・エイント・アイ・グッド・トゥ・ユー - "Gee Baby Ain't I Good to You" (Andy Razaf, Don Redman) - 5:04
6. アイム・オールド・ファッションド - "I'm Old Fashioned" (Jerome Kern, Johnny Mercer) - 3:07
7. スウィート・ロレイン - "Sweet Lorraine" (Cliff Burwell, Mitchell Parish) - 5:31
8. マイ・ワン・アンド・オンリー・ラヴ - "My One and Only Love" (Robert Mellin, Guy Wood) - 6:02
9. オータム・ノクターン - "Autumn Nocturne" (Kim Gannon, Josef Myrow) - 5:01
10. ブルー・スカイ - "Blue Skies" (Irving Berlin) - 3:07

## 参加ミュージシャン
- カサンドラ・ウィルソン - ボーカル
- マルグリュー・ミラー（英語版） - ピアノ
- ロニー・プラキシコ - アコースティックベース
- テリ・リン・キャリントン - ドラムス